# Décision par points
Une décision par points est un critère de victoire dans de nombreux sports de combat et de contact tel que la boxe, le kick-boxing, le Muay-thaï, le MMA, ainsi que d'autres sports impliquant la frappe. Contrairement aux décisions normales où trois juges s'accordent sur le vainqueur ayant remporté le match, le combat est compté par l'arbitre, celui-ci déterminant le gagnant du combat.
Dans certains combats de boxe, particulièrement lorsque sanctionné par le British Boxing Board of Control au Royaume-Uni, l'arbitre est responsable du comptage des points (tour après tour) et de déterminer quel combattant est vainqueur (ou perdant). Parfois, il dénote que les véritables scores sont inconnus.
Une décision unanime est parfois également mentionnée en tant que "victoire aux points".